# Ryan Sallans
Ryan Kim-Scout Sallans (né Kimberly Ann Sallans en 1979) est un défenseur américain des droits LGBT qui a fait son coming out d'homme trans. Sallans a commencé sa transition en 2005. Il parcourt les États-Unis pour parler à des professionnels, des audiences collégiales, et à des jeunes sur le fait d'être transgenre, ainsi que sur le nature changeante des soins de santé.
Sallans a été présenté dans Closer Magazine, le Salina Journal, The Reader, NewsNetNebraska, Oddee.com, The Advocate, ainsi que beaucoup d'autres, incluant notamment The Chicago Bureau, BuzzFeed, et US News. En plus d'évoquer son histoire concernant son identité de genre, il parle également de sa lutte contre son trouble alimentaire.
Sallans a été invité sur le Larry King Live en 2007 et en 2009. Il est aussi apparu sur Ricki: The New Ricki Lake Show en 2012 et Trisha en 2012. En 2013 il a été interviewé à la radio NPR, On Point avec Tom Ashbrook  et aussi sur le HuffPost Live avec Josh Zepps.

## Transition de genre
En 2005, Sallans a commencé sa transition physique et social de genre. Il a reçu une mastectomie avec des greffes de mamelons début mai 2005, avant de débuter une hormonothérapie en juin. Pendant ce temps, il a été présenté dans le documentaire de la chaîne tv LOGO, Gender Rebel, qui l'ont filmé au début de sa transition. En juillet 2005, le tribunal du Nebraska a accordé sa demande de changement de prénom, et il a légalement terminé sa transition en octobre 2005 quand il a pu officiellement faire son changement d'état civil (CEC), donc changer le prénom et le marqueur de genre sur tous ses documents juridiques, y compris son certificat de naissance. Ryan a également subi des opérations chirurgicales telles que l'hystérectomie en 2006, et la métaidoïoplastie en 2008.

## Discours publics
Depuis 1999, Sallans a travaillé en tant que formateur et conférencier sur les questions entourant les troubles alimentaires, l'image du corps et le bien-être. Il a commencé à inclure les questions transgenres dans ses présentations en 2005, peu de temps après avoir terminé sa transition de genre. Depuis, il a voyagé pour partager son histoire avec les universités et les communautés de la nation, ainsi que pour aider les professionnels à établir de meilleurs soins et une meilleure compréhension des problématiques LGBTQA. Il offre un large éventail de questions qu'il présentent en universités et pour des audiences de professionnels.
Thèmes de formations universitaires
- troubles alimentaires et image du corps
- expression et identité de genre
- histoire et identités transgenres
- santé mentale et médicale
- orientation sexuelle et justice sociale
- jeunes LGBTQ

Thèmes de formations professionnelles
- expression et identité de genre
- transition dans le lieu de travail
- hormonothérapie
- implications sociales/juridiques affectant la communauté transgenre
- santé LGB
- travailler avec des troubles de l'alimentation et des problèmes d'image du corps

En plus de ses présentations communautaires, Sallans travaille également comme consultant pour diverses entreprises, organisations et écoles contribuant à améliorer l'environnement de travail pour les employés transgenres, les étudiants, les clients ou consommateurs. Auparavant, il a travaillé avec des organisations dans les domaines suivants :
- transition au travail
- Soutien universitaire - Documents administratifs et formulaires, Dortoirs / toilettes, cartes d'identité, sensibilisation à la formation
- support administratif
- améliorations des installations
- guide et manuel de développement
- services de santé transgenre

## Livre
En avril 2012, le mémoire de Sallans Second Son: Transitioning Toward My Destiny, Love and Life was released explores ses luttes d'enfant du Nebraska, sa chute dans l'anorexie, et sa récupération à l'université, ainsi que sa transition dans le Midwest.

## Publication
En avril 2013, Sallans a débuté avec la maison d'édition indépendante Scout Publishing LLC établie pour les lecteurs, les libraires et les auteurs qui cherchent des livres sur les thèmes du genre, de la sexualité et de l'identité.
Scout Publishing met l'accent sur les histoires explorant les défis de la vie qui peuvent entraîner la marginalisation. Il publie dans la revue littéraire trimestrielle The Outrider Review qui est dédiée aux œuvres d'art, à la poésie et à la prose qui explorent la sexualité, le genre et l'identité.